# 李培之 (光緒進士)
李培之（?—?），河南省開封府汜水縣人，清朝政治人物、同進士出身。
光緒十八年（1892年），参加光緒壬辰科殿試，登進士三甲138名。同年五月，著交吏部掣签分发各省，以知县即用。